# Tallinn
Tallinn (od 1219 do 1918 Rewel, niem. hist. Reval) – stolica i największe miasto Estonii, zlokalizowane na północy kraju, na brzegu Zatoki Tallińskiej. Tallinn zajmuje 7. miejsce na liście najbardziej inteligentnych miast świata. Wraz z fińskim Turku było Europejską Stolicą Kultury w 2011 roku.

## Historia

### Starożytność
Człowiek obecny jest w okolicach Tallinna od czasów starożytnych. Potwierdzają to znaleziska archeologiczne, takie jak ceramika kultury dołkowo-grzebykowej, datowana na około 3000 r. p.n.e. A także znaleziona tu ceramika kultury sznurowej, datowana na około 2500 r. p.n.e.

### Średniowiecze

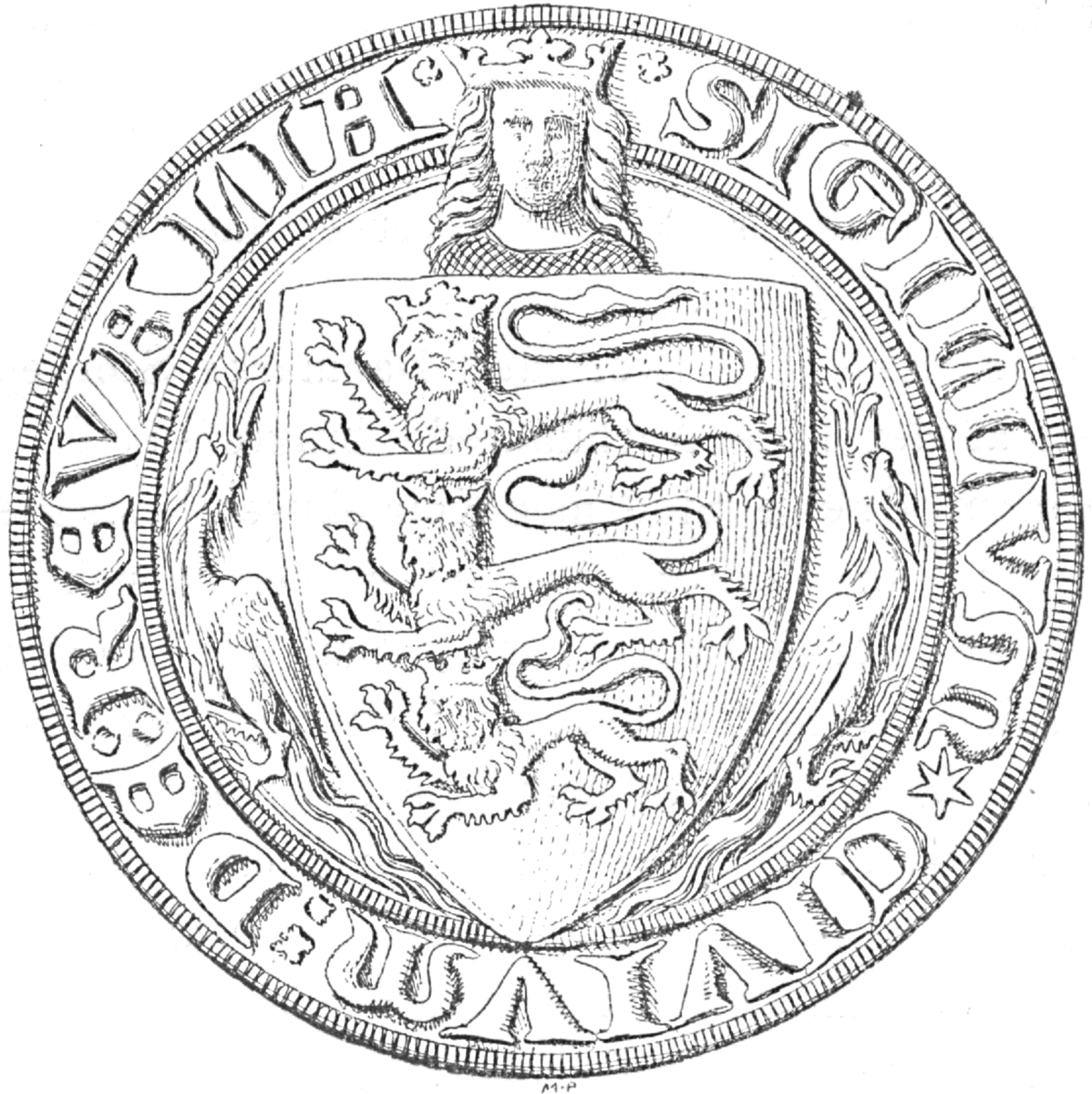
XIV-wieczna pieczęć miasta

Tallinn był silnym ośrodkiem gospodarczym już w X w. Często osiedlali się w nim kupcy fińscy. W 1154 r. arabski uczony Al-Idrisi wspominał o grodzie Kaluri (dawna nazwa Tallinna, która po raz pierwszy występuje w latopisie ruskim 1223 r. – Koływań, prawdopodobnie wśród Finów i Estów nazwa ta brzmiała Kalevanlinna). W 1219 r. król duński Waldemar II Zwycięski, odbywający wyprawę krzyżową przeciw pogańskim Estom, zdobył fiński zamek Lyndanise, który kazał zburzyć i zbudować nową twierdzę. W językach fińskim i estońskim nazwa Tallinn tłumaczy się na „miasto duńskie” (taani linn) albo „miasto rolnicze” (talu linn). Inne – oprócz Kolyvana lub Kalevanlinna – historyczne warianty nazwy miasta to Rewal (Reval, Revalia, Rewel, Revel, Reveln) i Lindanisa (Lyndanise, Lindanäs); nazwa Tallinn obowiązuje od 1918.
W 1227 r. Duńczycy – po klęsce pod Bornhöved – utracili miasto na korzyść zakonu kawalerów mieczowych. Trzy lata później miasto – jako Rewel – ponownie uzyskało prawa miejskie. Duńczycy, którzy w 1236 ponownie zawładnęli miastem, potwierdzili lokację na prawie lubeckim w 1248. Rozpoczęli oni w 1265 budowę największych w tej części swoich ziem fortyfikacji, z murami liczącymi 2,5 km długości (jednymi z najdłuższych w średniowiecznej Europie), do 16 m wysokości, z 45 basztami. Po dwudziestu latach, w 1285 Rewel stał się członkiem Hanzy. W 1346 r. Estonia wraz z Rewlem została wykupiona przez zakon krzyżacki, który przebudował trzynastowieczny zamek na wzgórzu Toompea, dobudowując m.in. basztę „Długi Herman”.

### Nowożytność i czasy współczesne

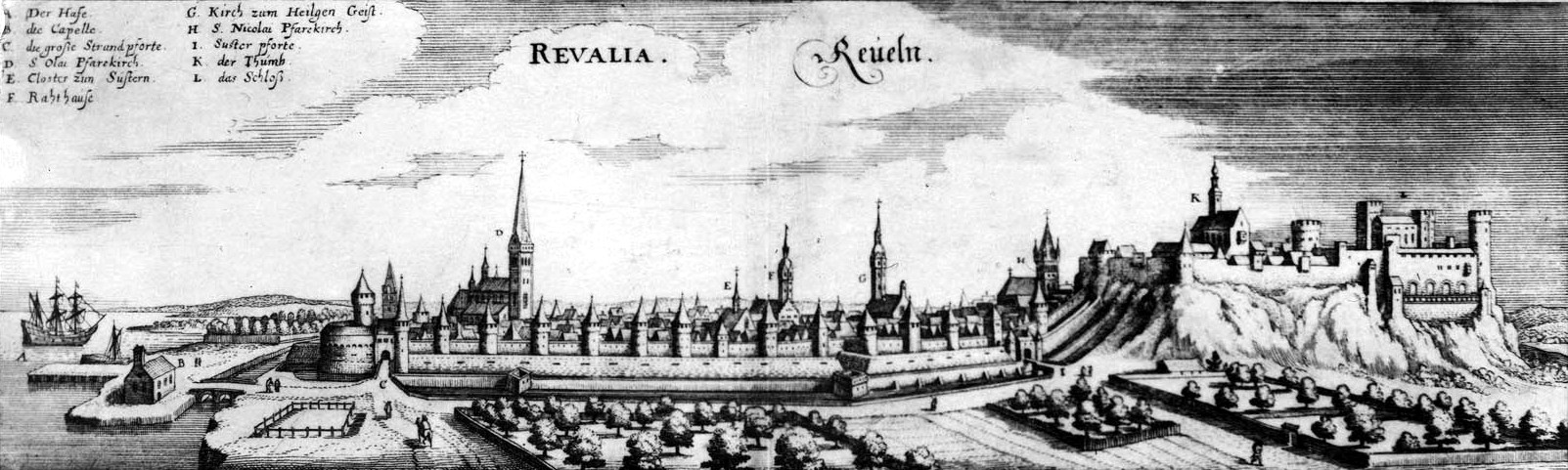
Panorama miasta w XVII w.

W 1561, w trakcie zmagań czterech mocarstw w wojnach o Inflanty – Polski, Rosji, Danii i Szwecji – Tallinn wraz z północną częścią dzisiejszej Estonii przypadł tej ostatniej. W kolejnych dekadach Polska rościła prawa do miasta na podstawie paktu wileńskiego z 1561, na mocy którego Inflanty poddały się pod panowanie polsko-litewskie, i domagała się odstąpienia miasta przez Szwecję, oferując kompensację finansową i sojusz przeciwko Rosji, jednakże Szwecja odmówiła. Dopiero w trakcie III wojny północnej, w 1710 r., car Piotr I na czele zwycięskiego pochodu armii rosyjskiej zajął Estonię, co potwierdzono w traktacie pokojowym w Nystad z 1721. Od tej pory nazwa miasta – Rewal – nabrała rosyjskiego brzmienia i przekształciła się w Rewel.
Rewel pozostał w rękach Rosji aż do 1918 r., gdy po ogłoszeniu niepodległości Republiki Estońskiej stolica oficjalnie zyskała nazwę Tallinn. W trakcie II wojny światowej miasto znajdowało się pod okupacją radziecką od 1940, niemiecką od 1941 i ponownie radziecką od 1944, jednakże uniknęło poważnych zniszczeń (te, które miały miejsce, zostały dokonane przez lotnictwo sowieckie podczas odbijania miasta z rąk niemieckich w 1944 r.).

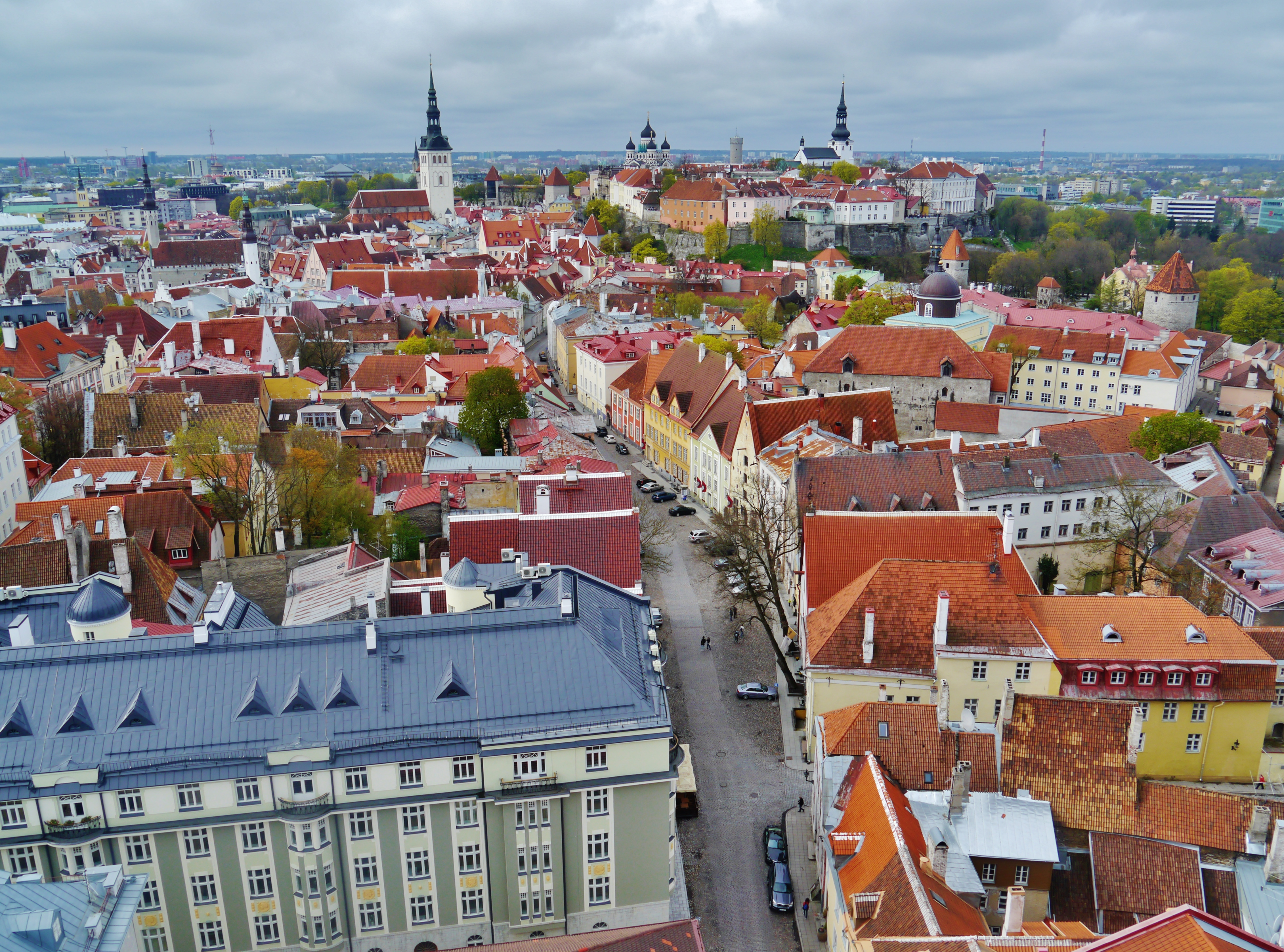
Widok na Stare Miasto

Po rozpadzie Związku Radzieckiego i ponownym odzyskaniu niepodległości przez Estonię Tallinn w znacznym stopniu odzyskał swoje zachodnie oblicze. W 1989 r. w Tallinnie założono Związek Polaków w Estonii.  W 2002 r. zorganizowano tutaj 47. Konkurs Piosenki Eurowizji 2002. W 2009 na Placu Wolności (Vabaduse väljak) odsłonięto pomnik upamiętniający zwycięstwo w wojnie o niepodległość Estonii z lat 1918-1920. W 2011 roku miasto to otrzymało tytuł Europejskiej Stolicy Kultury.

## Zabytki

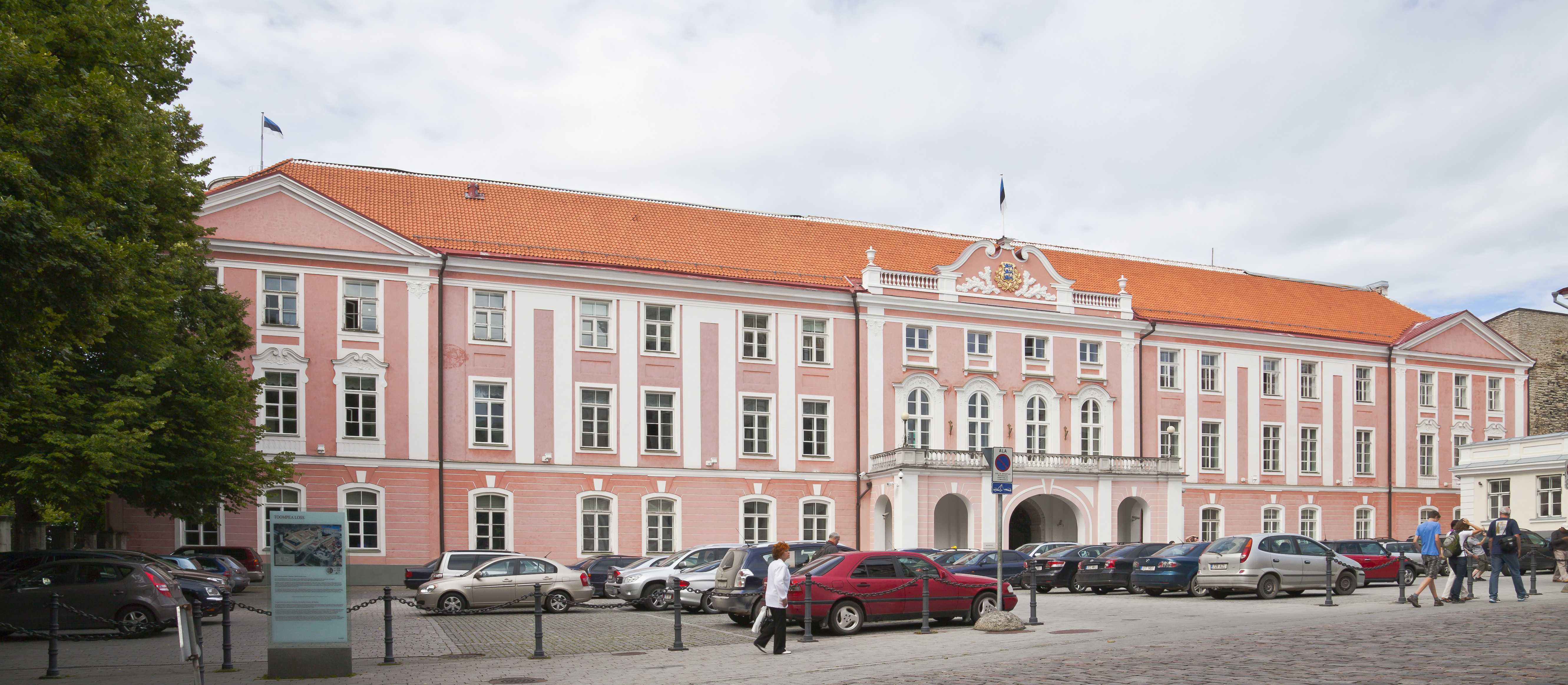
Zamek Toompea

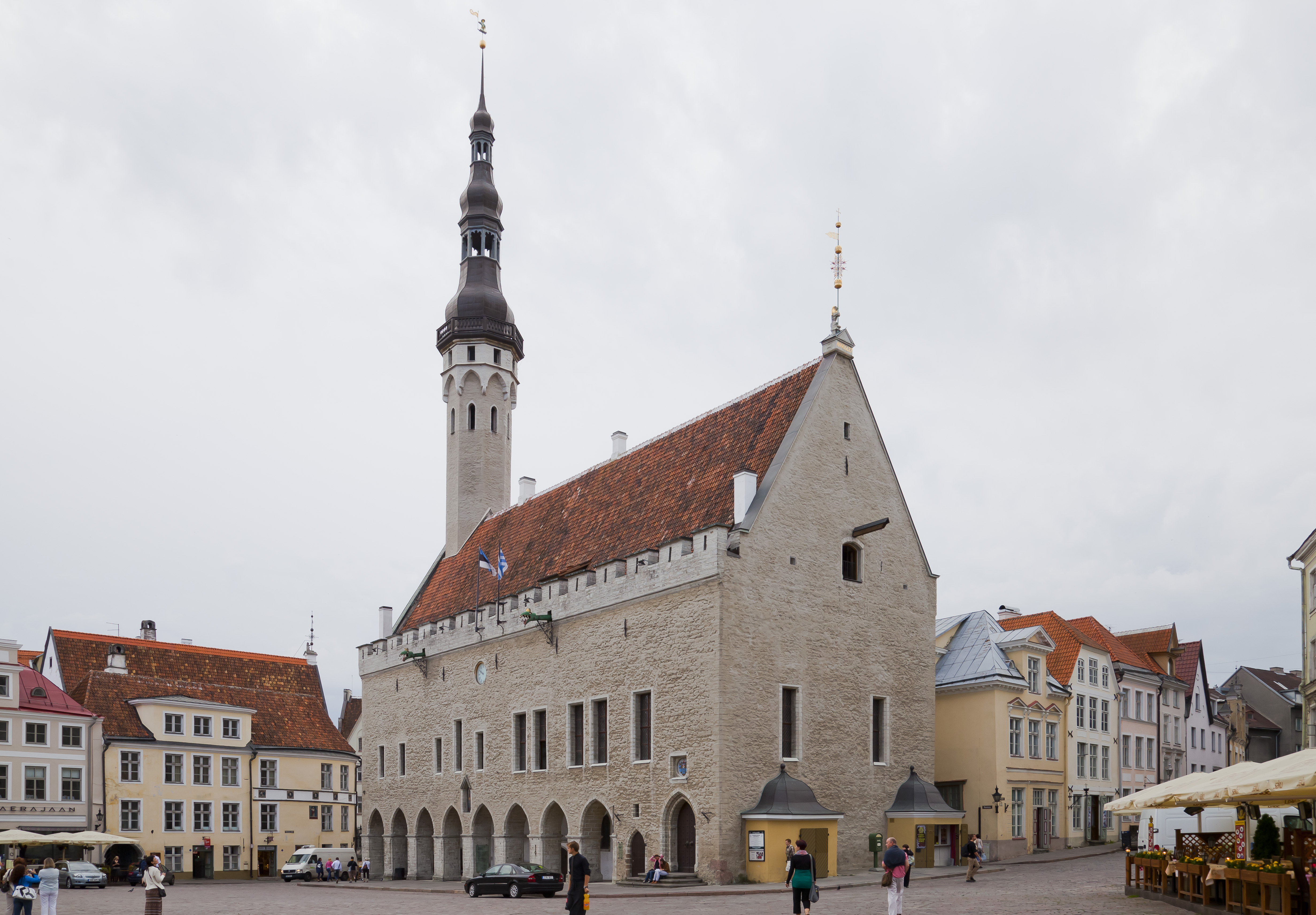
Ratusz

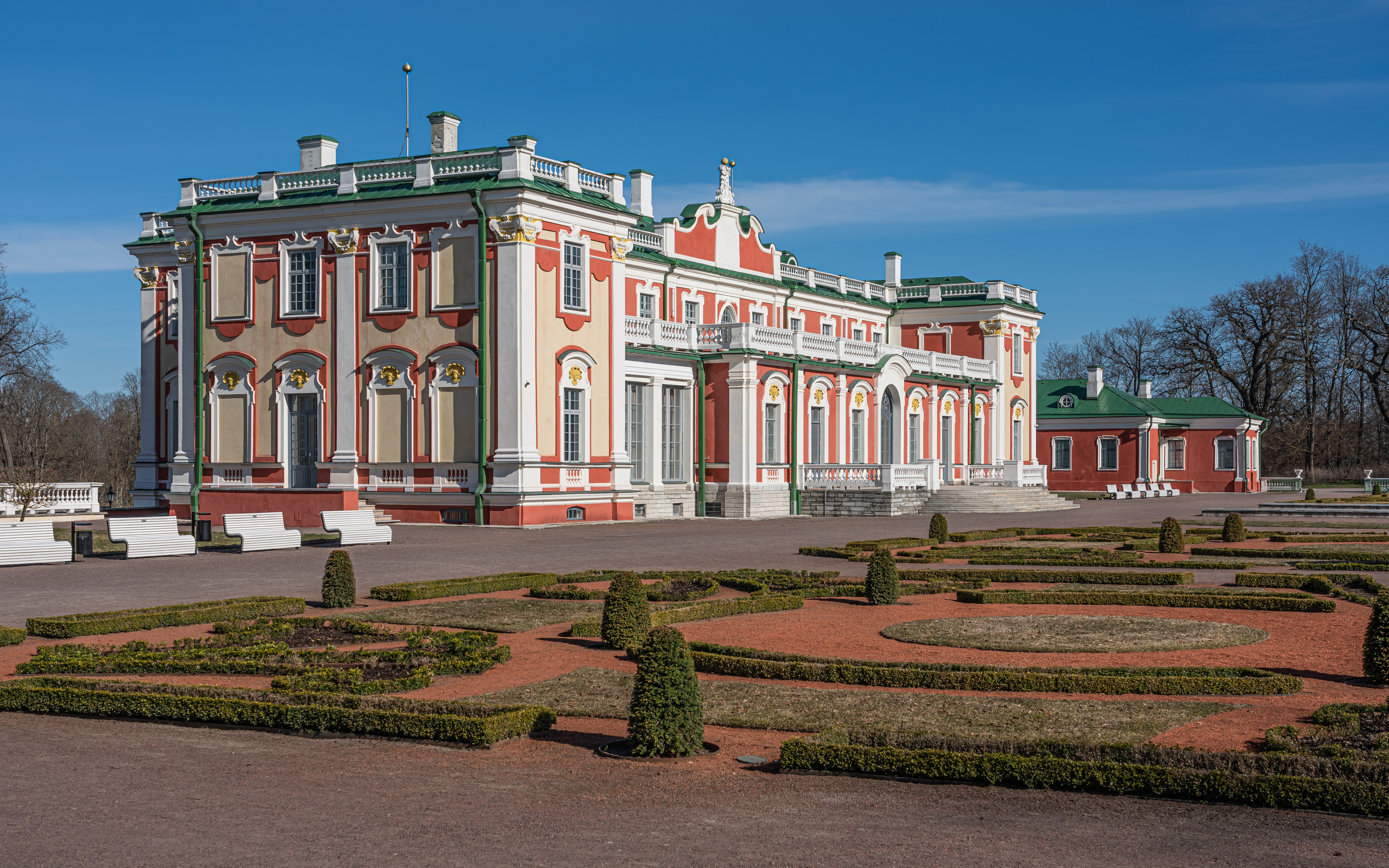
Pałac Kadriorg

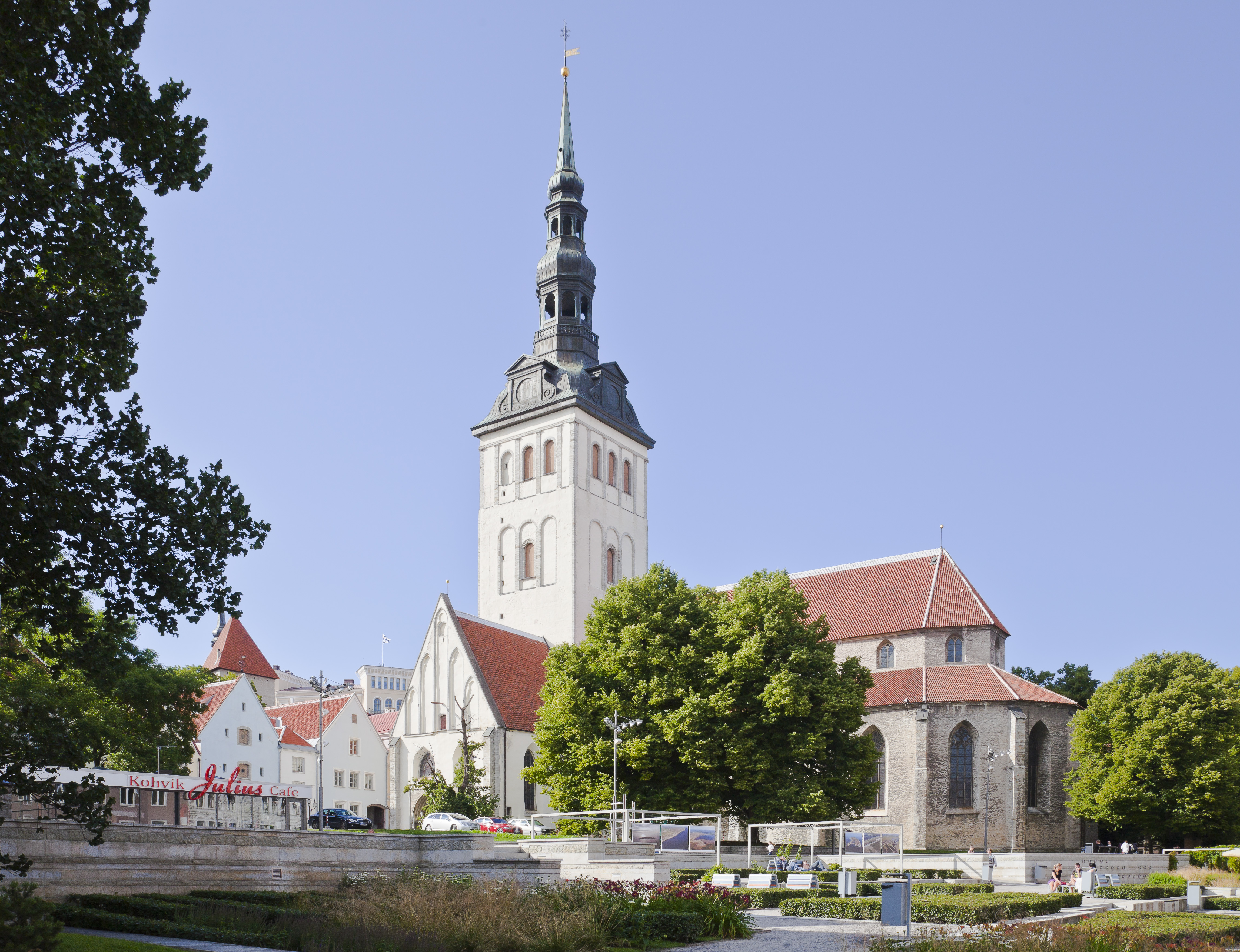
Kościół św. Mikołaja

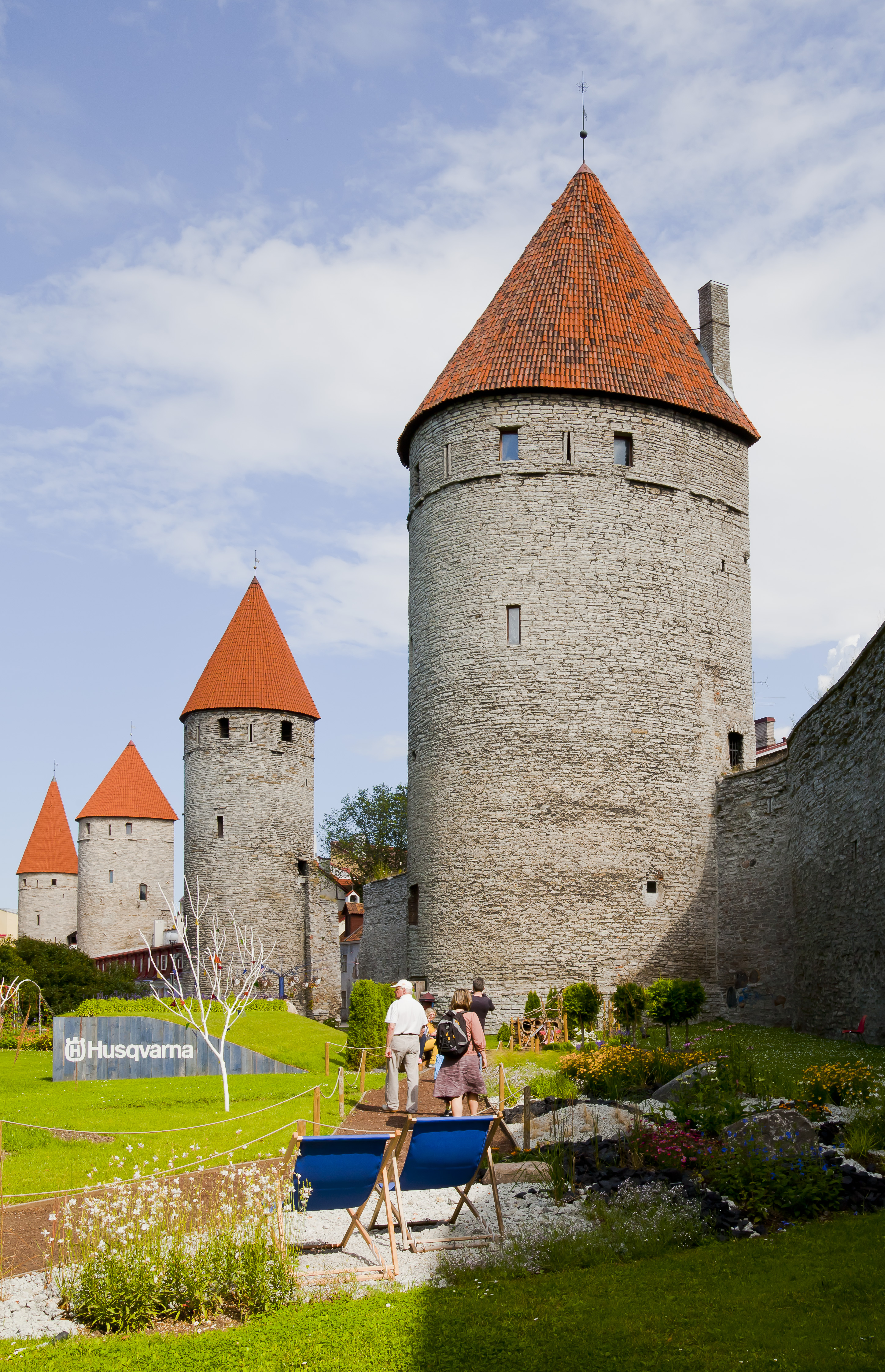
Mury Starego Miasta

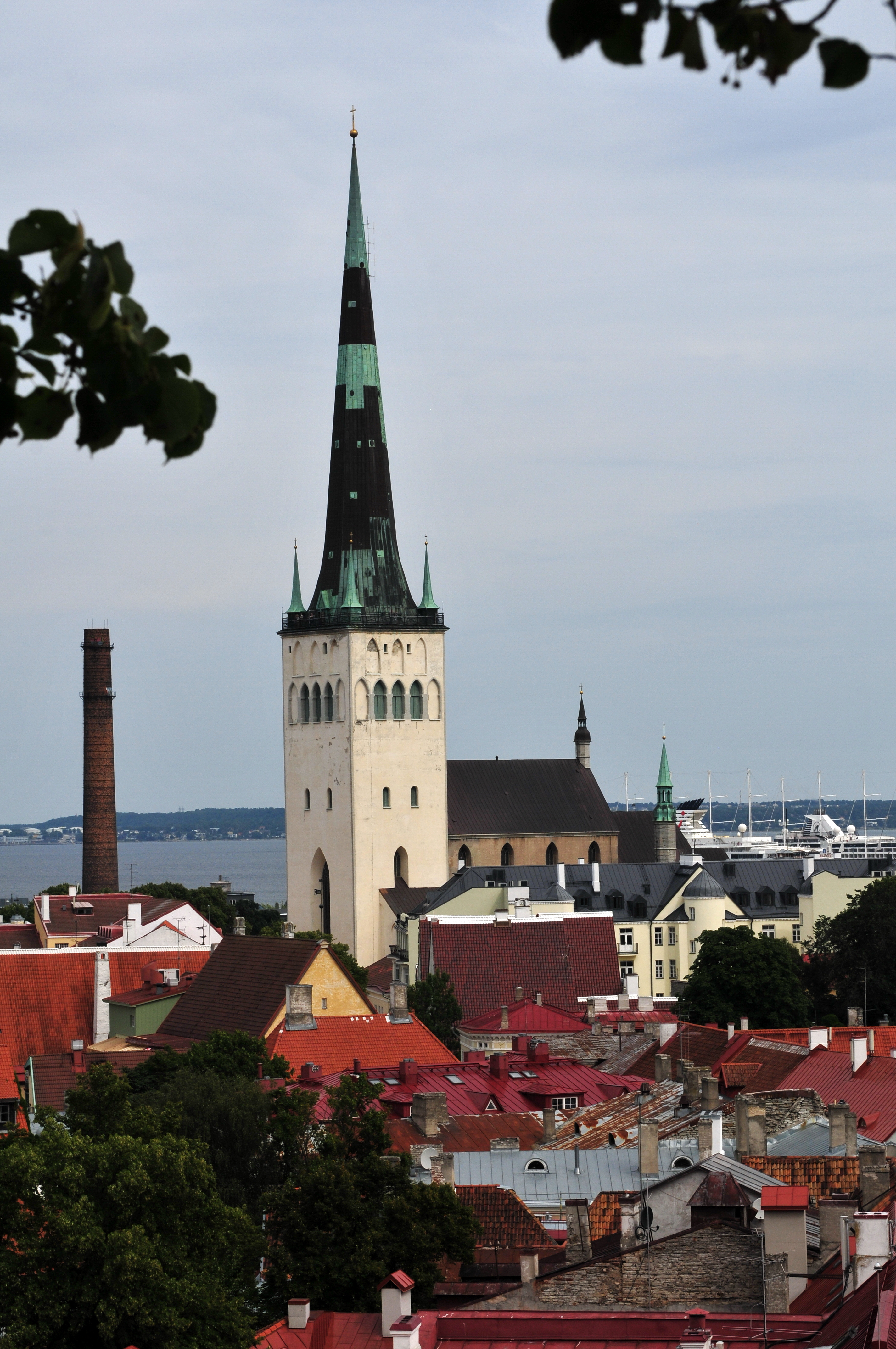
Kościół św. Olafa

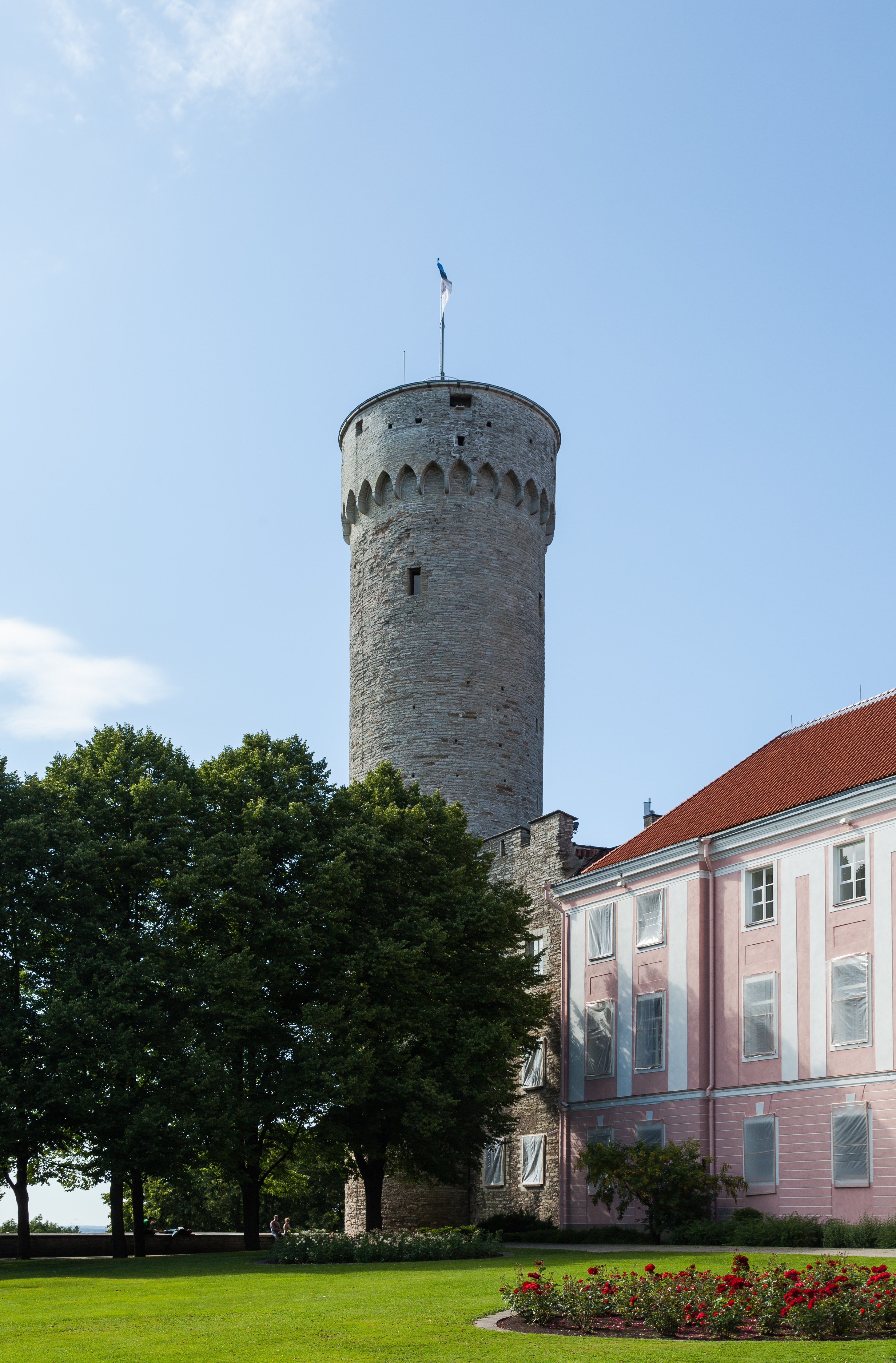
Długi Herman (Pikk Hermann)

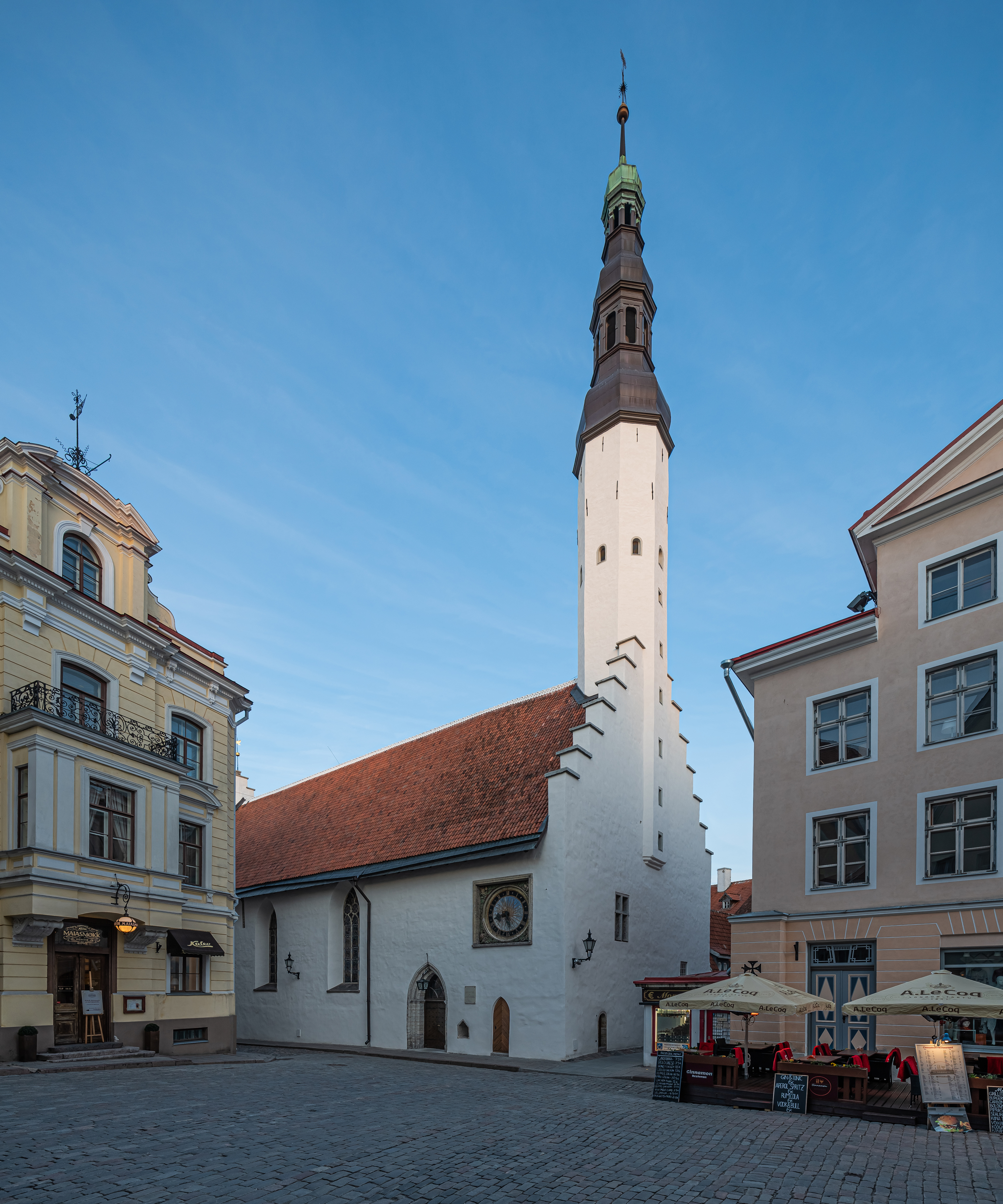
Kościół św. Ducha

Tradycyjnym wyznaniem Estończyków jest protestantyzm (luteranizm), toteż większość obiektów sakralnych w Tallinnie należy do jego parafii. Z mniejszością rosyjską w mieście związane są natomiast cerkwie prawosławne.
Na wzgórzu Toompea, oprócz XIII- i XIV-wiecznych fortyfikacji znajduje się gotycka katedra Najświętszej Maryi Panny, w której wnętrzu znaleźć można nagrobki i epitafia (m.in. renesansowy z 1585 nagrobek Pontusa de la Gardie, szwedzkiego gubernatora Estonii). Pod wzgórzem na Starym Mieście znajdują się gotyckie kościoły: trzynastowieczny kościół św. Mikołaja (Niguliste) z potężną wieżą i dobudowanymi później kaplicami, trzynasto-czternastowieczny (później kilkakrotnie przebudowywany) św. Michała, zamieniony na prawosławną cerkiew w 1716 z barokowym ikonostasem z 1720, XIV-wieczny Świętego Ducha (Püha Vaimu) z późnogotyckim (1483) drewnianym ołtarzem dłuta Bernta Notkego i wysmukłą wieżą, XIV-XV-wieczne zabudowania klasztoru dominikanów św. Katarzyny ze zrujnowanym od 1531 kościołem. Pod koniec XV w. zbudowano kościół św. Olafa (Oleviste) (z kaplicą NMP z początku XVI w.), którego gotycka wieża, wysoka na 159 m, była wówczas prawdopodobnie jedną z najwyższych budowli w Europie i na świecie. Po pożarach przebudowywana, mierzy obecnie 123 m. Nadto ruiny XV-wiecznego kościoła klasztoru brygidek w Pirita zburzonego w 1577 r., kościół św. św. Piotra i Pawła, obecnie katedra katolicka, oraz cerkiew św. Mikołaja Cudotwórcy z XIX w.
Z budowli niesakralnych – XIV-XV-wieczny gotycki ratusz wraz z wieżą i zdobionymi dekoracyjnymi rzeźbami ławami w sali magistratu z początków XV w., XV-wieczny gotycki Dom Wielkiej Gildii z dwunawową salą ze sklepieniem krzyżowym i (z tego samego okresu) Dom Gildii św. Olafa, pochodzące z tego samego okresu gotyckie domy mieszkalne (np. „Trzy Siostry” – zespół trzech takich domów) oraz renesansowy (1597) dom Bractwa Czarnogłowych.
Znajdują się tu także wczesnoklasycystyczny (z 1718, wg innej klasyfikacji – późnobarokowy) Pałac Kadriorg zaprojektowany przez Włocha Nicolo Michettiego (letnia rezydencja Piotra I Wielkiego, obecnie muzeum sztuki, otoczony przez piękne ogrody), pałac gubernatora z XVIII w., klasycystyczny pałac z 1813, liczne budynki użyteczności publicznej (neogotycki bank z 1904, modernistyczny teatr z 1910, dom sztuki z 1934 w stylu funkcjonalistycznym, pałac prezydencki () z 1938 w stylu nawiązującym do sąsiadującego Pałacu Kadriorg), zabytkowe wille i kamienice czynszowe. Tallinn szczyci się ponadto najdłużej w Europie stale – od średniowiecza – funkcjonującą apteką.
Z końca XIX w. pochodzi sobór św. Aleksandra Newskiego, katedra Estońskiego Kościoła Prawosławnego Patriarchatu Moskiewskiego.
W Tallinnie, mimo licznych zniszczeń z okresu II wojny światowej, skrupulatnie odbudowano średniowieczne obwarowania miejskie z basztami i bramami – baszty Megede i Kiek in de Kök (XIV-XV wiek), basztę Paks Margareeta (Gruba Małgorzata, XVI wiek), Wielką Bramę Morską (XVI w.).
Na brzegu zatoki, na wprost odległego o kilometr Pałacu Kadriorg stoi pomnik upamiętniający 177 rosyjskich marynarzy, którzy zatonęli w 1893 wraz ze swoim okrętem wojennym „Rusałka”.
Tallińskie stare miasto zostało w 1997 wpisane na listę światowego kulturowego dziedzictwa ludzkości UNESCO.

## Demografia
Tallinn skupia w sobie około 33% populacji kraju.

| Rok             | 1925    | 1959    | 2000    | 2004    | 2005    | 2006    | 2007    | 2008    | 2009    | 2010    | 2011    |
| --------------- | ------- | ------- | ------- | ------- | ------- | ------- | ------- | ------- | ------- | ------- | ------- |
| Liczba ludności | 119 200 | 238 071 | 400 378 | 392 306 | 401 502 | 403 505 | 399 096 | 401 372 | 404 005 | 406 703 | 411 980 |
| Rok             | 2012    | 2013    | 2014    | 2015    | 2016    | 2017    | 2018    | 2019    | 2020    | 2021    | 2022    |
| Liczba ludności | 416 144 | 419 830 | 429 899 | 434 426 | 439 517 | 443 623 | 448 764 | 438 874 | 443 926 | 445 678 | 445 002 |

| Grupa etniczna | udział w % (2022 r.) |
| -------------- | -------------------- |
| Estończycy     | 52,9%                |
| Rosjanie       | 35,0%                |
| Ukraińcy       | 3,8%                 |
| Białorusini    | 1,6%                 |
| Finowie        | 0,9%                 |
| Łotysze        | 0,4%                 |
| Żydzi          | 0,3%                 |
| Niemcy         | 0,3%                 |
| Tatarzy        | 0,3%                 |
| Litwini        | 0,3%                 |
| Ormianie       | 0,3%                 |
| Polacy         | 0,2%                 |
| Azerowie       | 0,2%                 |
| Francuzi       | 0,2%                 |
| Włosi          | 0,2%                 |
| Inni           | 3,2%                 |

## Podział administracyjny
Tallinn podzielony jest na 8 dzielnic (est. linnaosa, l.mn. linnaosad). Każda z nich dzieli się na dalsze poddzielnice (est. asum). Na czele dzielnicy stoi Starszy Dzielnicy (dosłowne tłumaczenie estońskiego linnaosavanem), który nominowany jest przez burmistrza miasta i zatwierdzany przez Radę Miejską.
| Haabersti Kesklinn Kristiine Lasnamäe Mustamäe Nõmme Pirita Põhja- Tallinn |

## Władze miasta

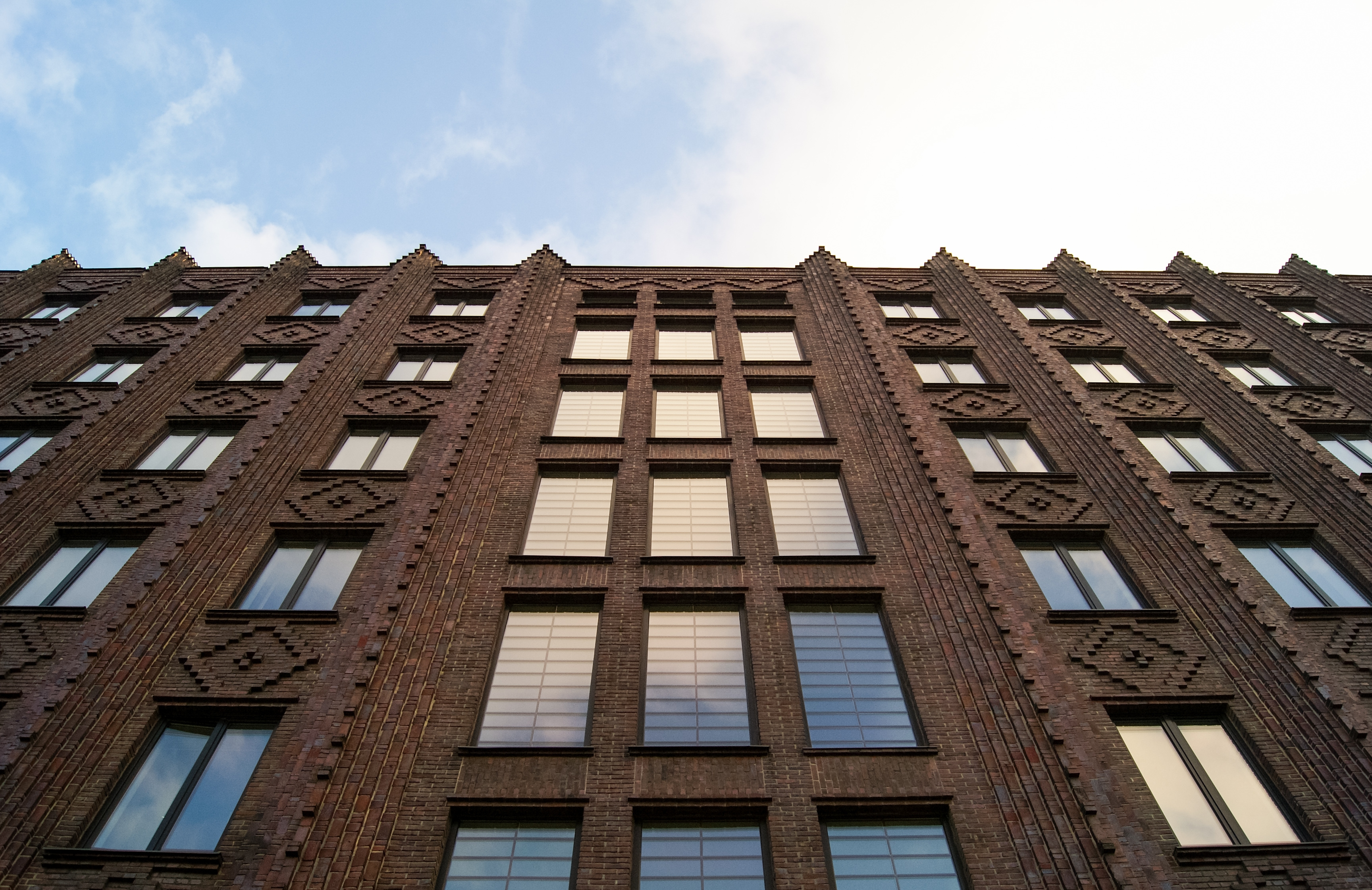
Urząd miejski

Lista burmistrzów Tallinna:
| Lata            | Imię i nazwisko          |
| --------------- | ------------------------ |
| 01.1990-04.1992 | Hardo Aasmäe (RR)        |
| 04.1992-11.1996 | Jaak Tamm (EK)           |
| 10.1996-11.1996 | Priit Vilba (RE)         |
| 11.1996-05.1997 | Robert Lepikson (EK)     |
| 05.1997-11.1999 | Ivi Eenmaa (EK)          |
| 03.1999-11.1999 | Peeter Lepp (KE)         |
| 11.1999-12.2001 | Jüri Mõis (IL)           |
| 06.2001-12.2001 | Tõnis Palts (RP)         |
| 12.2001-10.2004 | Edgar Savisaar (KE)      |
| 10.2004-11.2005 | Tõnis Palts (RP)         |
| 11.2005-04.2007 | Jüri Ratas (KE)          |
| 04.2007-09.2015 | Edgar Savisaar (KE)      |
| 09.2015-04.2019 | Taavi Aas (KE)           |
| 04.2019-04.2024 | Mihhail Kõlvart (KE)     |
| 04.2024-        | Jevgeni Ossinovski (SDE) |

## Transport

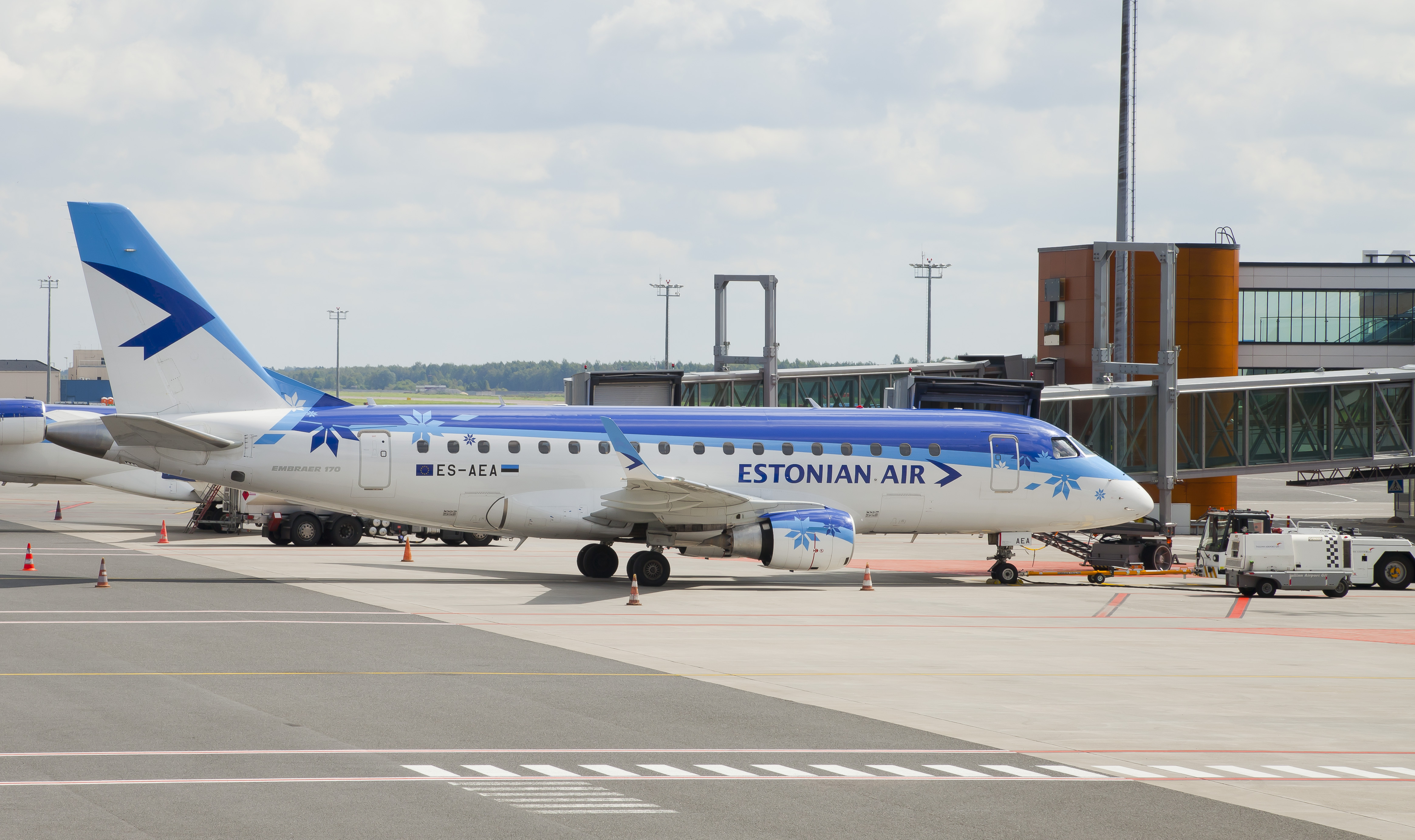
Samolot Estonian Air na tallińskim lotnisku

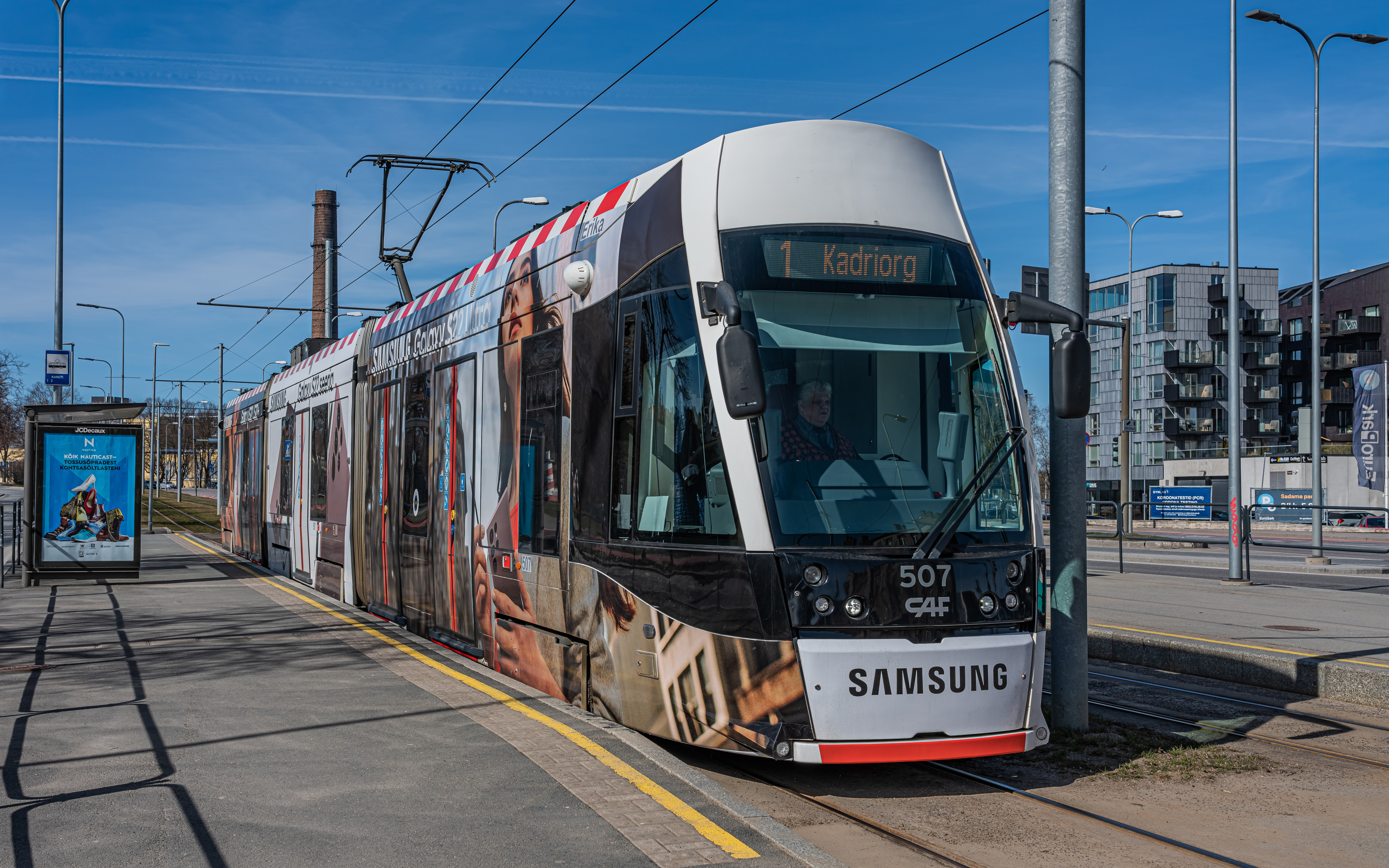
Nowe tramwaje firmy CAF

Miasto otacza od południa droga krajowa nr 11 łącząca wszystkie drogi krajowe, odciążac centrum z ruchu tranzytowego.
W granicach miasta, 4 kilometry od centrum znajduje się międzynarodowy Port lotniczy Tallinn, do którego można dotrzeć pociągami Eesti Liinirongid (stacja Ülemiste) lub autobusem (linia 2, Reisisadam – Mõigu), a pod koniec 2017 roku będą docierać na lotnisko tramwaje.
Transport wodny zapewnia także port położony w centrum miasta, obsługujący połączenia z Helsinkami, Sztokholmem i Petersburgiem, a także okresowo z Rygą.
Dworzec Bałtycki zapewnia połączenia kolejowe z Petersburgiem i Moskwą (GoRail) oraz Tartu, Valgą, Narwą, Parnawą, Viljandi, Aegviidu, Riisipere i Paldiskami (ELRON).
Komunikację miejską tworzą głównie autobusy. Sieć tramwajowa Tallinna jest słabo rozwinięta. Od 1 stycznia 2013 r. dla mieszkańców Tallinna nie ma opłat za komunikację miejską. W referendum za było 75,5% głosujących, więc władze Tallinna wyszły z inicjatywą. Ma to przyczynić się do ochrony środowiska, ograniczyć koszty (np. wydatki na bilety, kontrole etc.), zwiększyć mobilność biednych rodzin.

## Sport
W Tallinnie mają siedzibę najbardziej utytułowane estońskie kluby piłkarskie Flora Tallinn i Levadia Tallinn oraz inne kluby. Mieszczą się tu m.in. stadion piłkarski A. Le Coq Arena oraz wielofunkcyjny Stadion Kadriorg. Tallinn był gospodarzem meczu o Superpuchar Europy UEFA 2018.
W Tallinnie rozegrane zostały Mistrzostwa Świata w Hokeju na Lodzie Grupy B I Dywizji w 2006 i 2019.

## Szkolnictwo wyższe

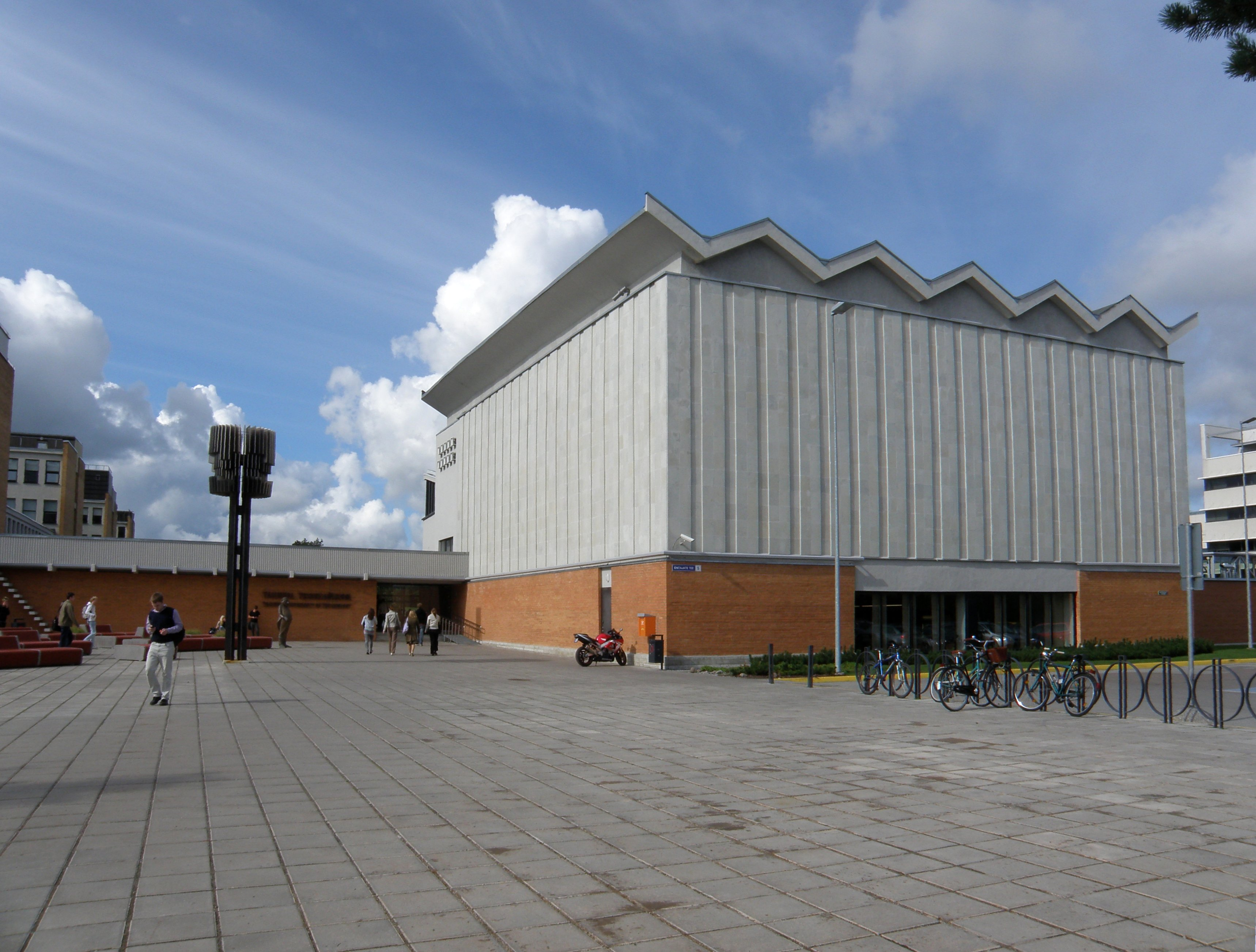
Gmach główny Uniwersytetu Technicznego w Tallinnie

W Tallinnie mają siedzibę Uniwersytet Techniczny w Tallinnie, Uniwersytet Talliński i Estońska Akademia Muzyki i Teatru.

## Muzea
- Eesti Meremuuseum z filiami: Gruba Małgorzata i Lennusadam
- Estońskie Muzeum Sztuki z 5 oddziałami, m.in. Kumu
- Pałac Maarjamäe
- Patarei

## Współpraca
Miejscowości partnerskie Tallinna:

- Annapolis, Stany Zjednoczone
- Berlin, Niemcy
- Dartford, Wielka Brytania
- Gandawa, Belgia
- Hangzhou, Chiny
- Helsinki, Finlandia
- Kijów, Ukraina
- Kilonia, Niemcy
- Kotka, Finlandia
- Malmö, Szwecja
- Moskwa, Rosja (zawieszony)
- Odessa, Ukraina
- Pekin, Chińska Republika Ludowa
- Petersburg, Rosja (zawieszony)
- Ryga, Łotwa
- Schwerin, Niemcy
- Skopje, Macedonia Północna
- Tbilisi, Gruzja
- Turku, Finlandia
- Wenecja, Włochy
- Wiedeń, Austria
- Wilno, Litwa

## Galeria

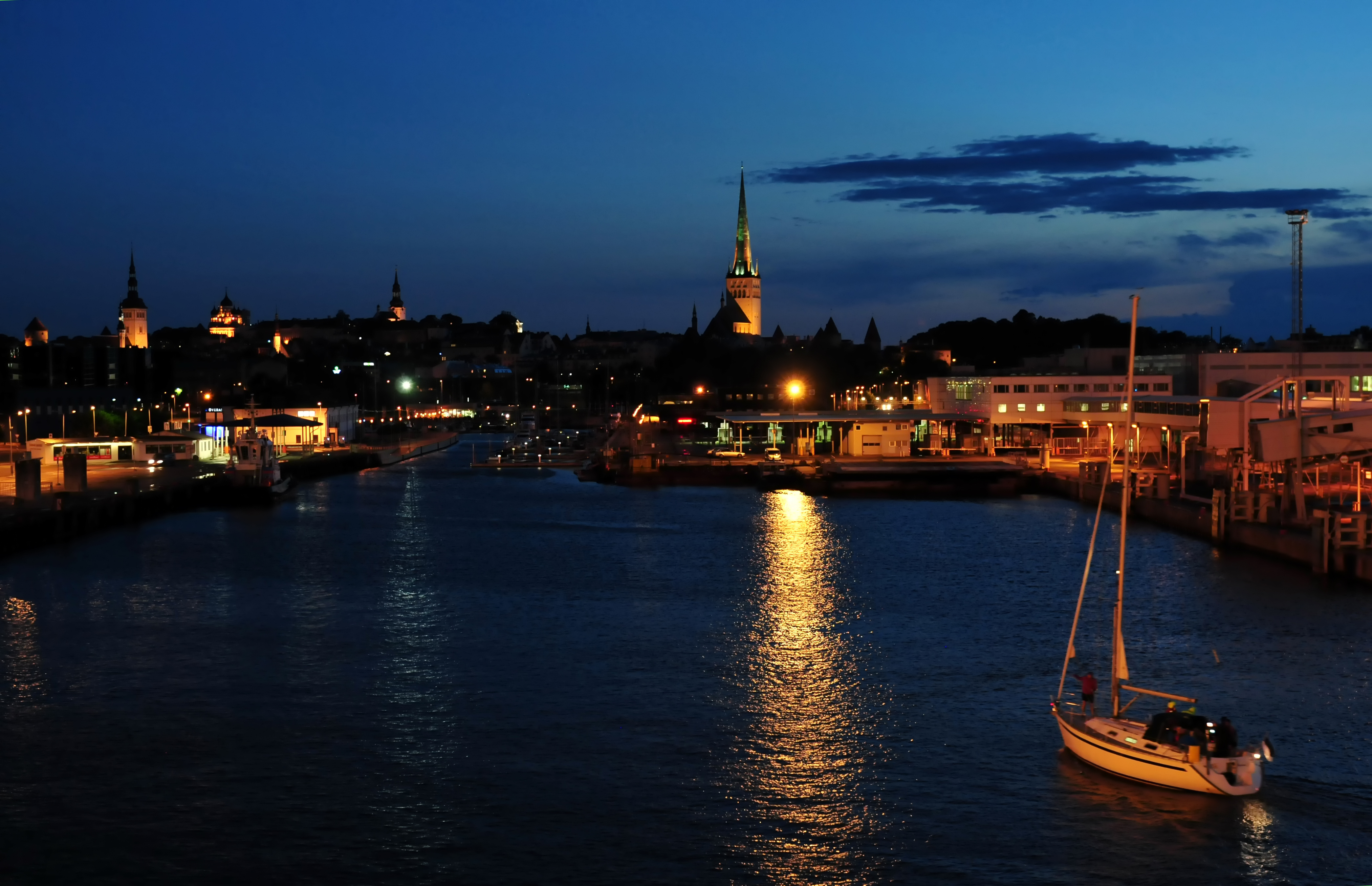
Widok z Zatoki Tallińskiej na Stare Miasto i port
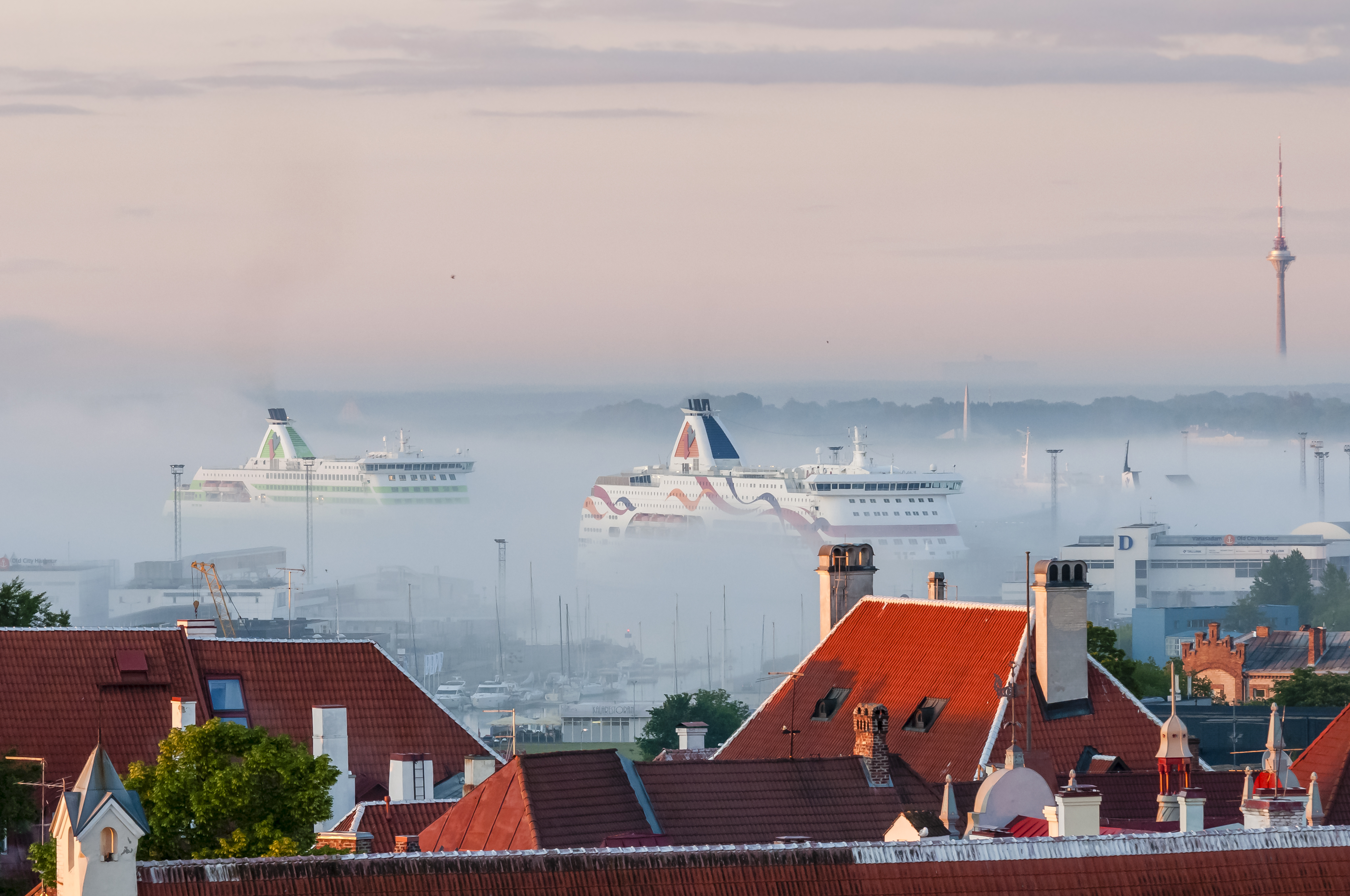
Promy pasażerskie w porcie, w tle Wieża Telewizyjna
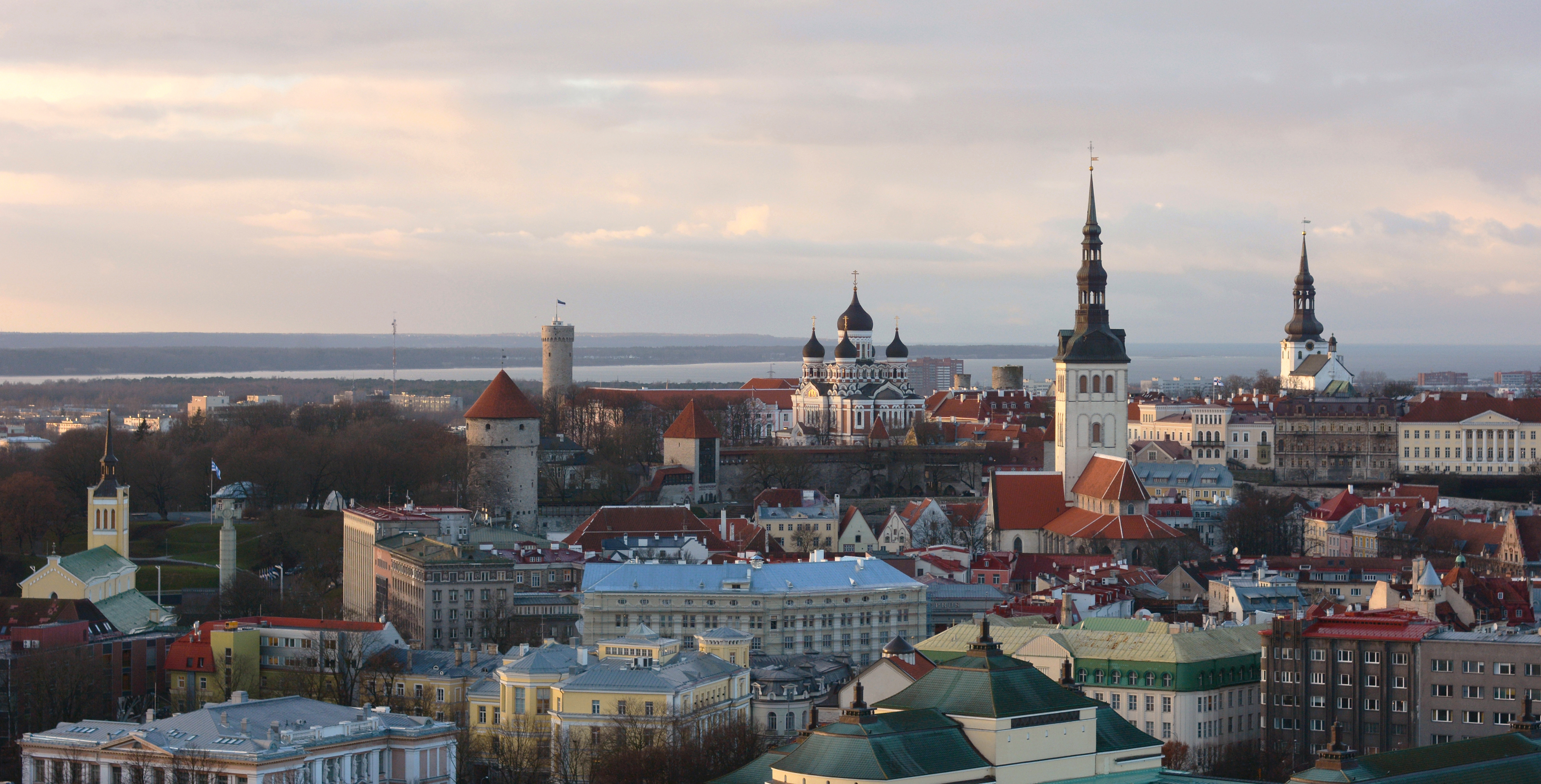
Stare Miasto
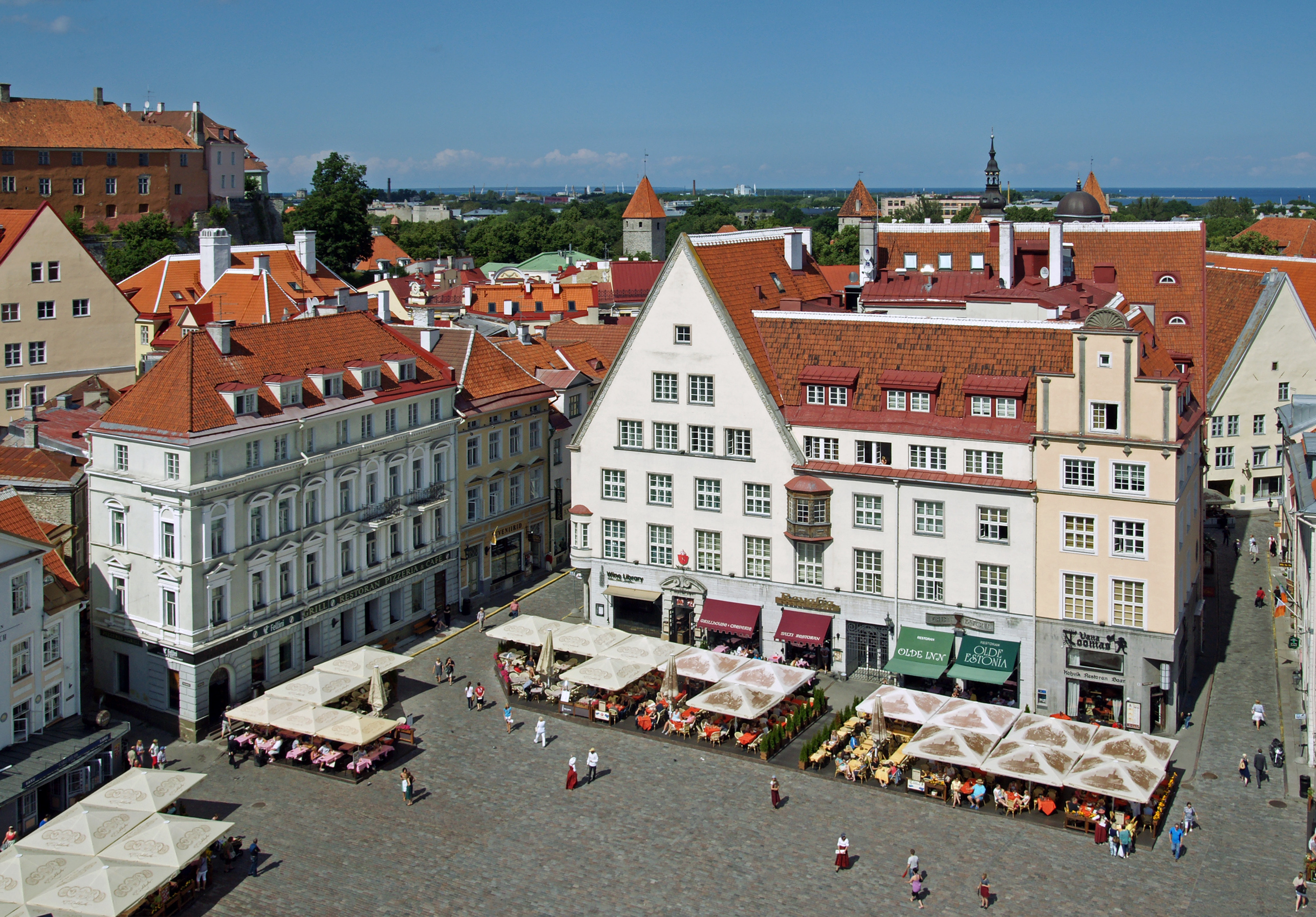
Plac Ratuszowy (Raekoja plats)
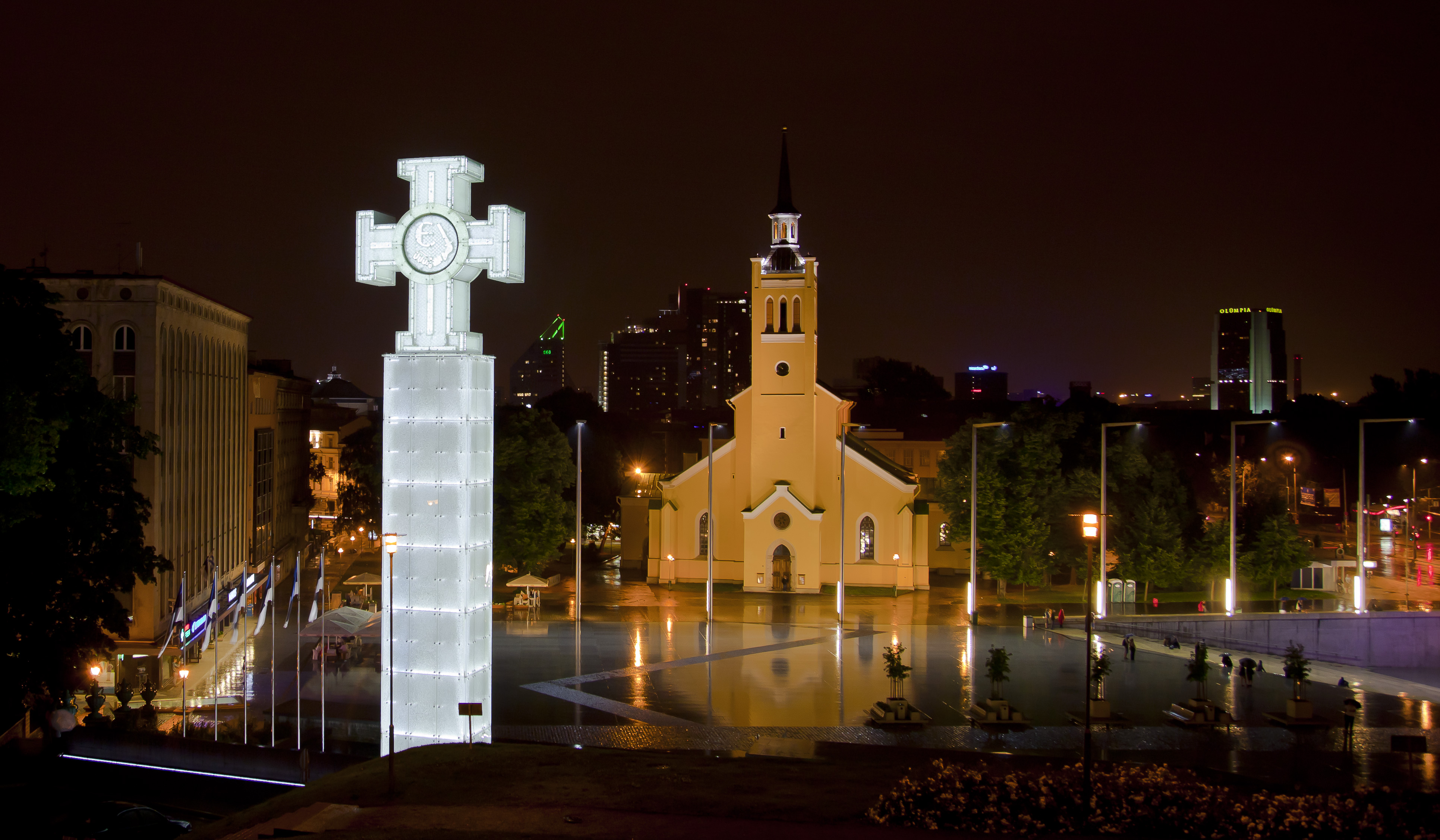
Plac Wolności (Vabaduse väljak)

## Polonica

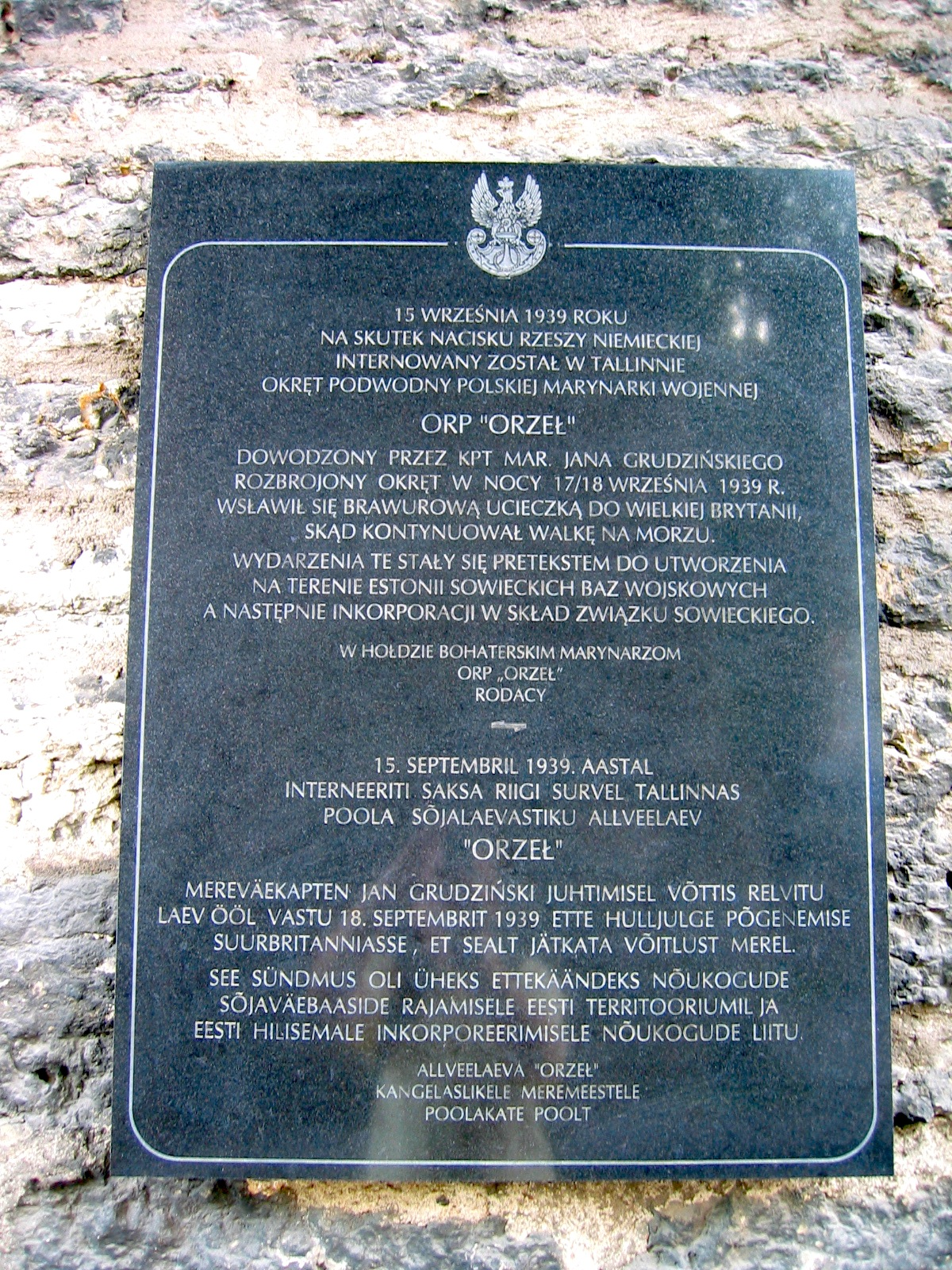
Tablica upamiętniająca ucieczkę „Orła”, umieszczona na ścianie Muzeum Morskiego w Tallinnie

- 15 września 1939 r. do Tallinna, jako neutralnego portu, za zgodą władz estońskich, zawinął ORP Orzeł w celu odstawienia do szpitala chorego dowódcy. Wskutek niemieckiej interwencji okręt został internowany w nocy z 17/18 września 1939 r. ORP Orzeł wsławił się brawurową ucieczką z Tallinna i po miesiącu dotarł do Wielkiej Brytanii. Ucieczka Orła stała się pretekstem utworzenia sowieckich baz wojskowych na terenie Estonii, a następnie aneksji Estonii w 1940 r. przez ZSRR.
- W Rewlu urodzili się polski inżynier i budowniczy Gdyni Włodzimierz Szawernowski oraz polska bibliotekarka i historyczka Wanda Tukanowicz.
- Tallinn jest najliczniejszym skupiskiem Polaków w Estonii. Ma tu siedzibę Związek Polaków w Estonii, a w okresie międzywojennym miał tu siedzibę Związek Narodowy Polaków w Estonii.
- W Katedrze Świętych Apostołów Piotra i Pawła odprawiane są katolickie nabożeństwa m.in. w języku polskim[16].